# Caesalpinia domingensis
Caesalpinia domingensis är en ärtväxtart som beskrevs av Ignatz Urban. Caesalpinia domingensis ingår i släktet Caesalpinia och familjen ärtväxter. Inga underarter finns listade i Catalogue of Life.